# 2 у 1 лаптоп
2 у 1 лаптоп, такође познат као 2-у-1 рачунар, 2-у-1 таблет,  лаплет,   табтоп, лаптоп таблет, или једноставно 2-у-1, је преносиви рачунар који има карактеристике и таблета и лаптопа.
2-у-1 лаптопови се састоје од преносивих рачунарских компоненти у лаганом и танком кућишту и представљају пример технолошке конвергенције. Погодни су за потрошњу медија и неинтензивне задатке у режиму таблета, али корисни за производњу садржаја у режиму лаптопа.

## Облици

### 2-у-1 конвертибилни лаптоп
2-у-1 конвертибилни лаптоп је таблет са којим се тастатура може ротирати, савијати или померати иза екрана. На већини уређаја шарка је на споју екрана и тастатуре. У Dell XPS Duo екран се налази у окретном оквиру.

### Одвојиви 2 у 1 лаптоп
Одвојиви 2 у 1 лаптоп је уређај са одвојивом тастатуром. У већини случајева, део тастатуре пружа неколико, ако их има, додатних функција (најчешће тачпед, као у HP Spectre x2). Међутим, тастатуре неких одвојивих лаптопова пружају додатне карактеристике сличне онима на прикључној станици, као што су додатни У-И портови и додатне батерије. На пример, Surface Book може искористити дискретни GPU у тастатури након повезивања тастатуре.
Када је повезан са тастатуром, дисплеј који се може одвојити може бити самостојећи на шарки или захтевају спољну подршку, често у облику постоља.
Иако се тастатура обично испоручује у пакету, произвођачи га повремено сматрају опционим додатком како би минимизирали почетну цену уређаја. У таквим случајевима, одвојиви 2 у 1 лаптоп се често приказује са својом комплементарном тастатуром у рекламама и промотивним материјалима. Ово важи за све Surface и Surface Pro уређаје.

## Разлика од традиционалних таблета и лаптопа
2-у-1 спадају у категорију хибридних или конвертибилних таблета, али се разликују по томе што покрећу потпуно функционалан оперативни систем за десктоп рачунаре и имају У-И портове који се обично налазе на лаптоповима, као што су USB и DisplayPort.    Најистакнутији елемент је тастатура која омогућава 2-у-1 да пружи ергономско искуство куцања као на лаптопу.
Док 2-у-1 спадају у категорију која се разликује од лаптопа, они су лабаво паралелни карактеристикама категорије Ultrabook уређаја, имају лагана и танка кућишта, енергетски ефикасни CPU-и и дуг животни век батерије.  Они се разликују од традиционалних Ultrabook рачунара по укључивању екрана осетљивог на додир и тастатуре која се може сакрити или одвојити.

## Критике
У априлу 2012. извршни директор Apple-а Тим Кук, одговарајући на питање истраживача Ентонија Саконагија о могућем споју iPad-a и MacBook-a, упоредио је 2-у-1 са комбинацијом "тостера и фрижидера" која "не прија било коме":
Мислим, Тони, све се може натерати да се споји. Али проблем је у томе што се производи односе на компромисе, а ви почињете да правите компромисе до тачке у којој оно што вам остане на крају дана никоме не одговара. Можете спојити тостер и фрижидер, али те ствари вероватно неће бити угодне кориснику... не бисте желели да саставите ове ствари заједно јер ћете на крају направити компромис у оба и не задовољити ни једног корисника. Неки људи ће више волети да поседују оба, и то је такође сјајно. Али мислим да направим компромисе око конвергенције, тако да — нећемо ићи на ту забаву. Други би могли. Други би могли са одбрамбене тачке гледишта, посебно. Али играћемо у оба.
2 у 1 рачунари су изворно подржани од стране оперативних система Windows и ChromeOS. Разне друге дистрибуције Линукса такође подржавају неке додирне функције 2 у 1 рачунара, иако их произвођачи хардвера генерално не подржавају.